# La mia vita su un piatto
La mia vita su un piatto è il romanzo d'esordio di India Knight, giornalista e scrittrice britannica.  

## Trama
Clara è una trentenne un po' sovrappeso, trasandata e disordinata che narra in prima persona, con ironia un po' sguaiata, la quotidianità nella Londra di inizio millennio.
È sposata con l'affascinante Robert con il quale ha due figli. La sua vita è caoticamente occupata dagli impegni casalinghi, dall'attività part time di giornalista, dalla complessa frequentazione dei numerosi membri della famiglia di origine e dalla compagnia delle amiche con i loro grandi e piccoli problemi.
Quando conoscerà il ballerino irlandese Patrick Dunphy, bello e sexy, si sorprenderà a valutare in maniera diversa la sua vita. 